# Empis claricolor
Empis claricolor är en tvåvingeart som beskrevs av Frey 1953. Empis claricolor ingår i släktet Empis och familjen dansflugor. Inga underarter finns listade i Catalogue of Life.